# NGC 5302
NGC 5302 este o galaxie lenticulară situată în constelația Centaurul. A fost descoperită în 30 martie 1835 de către John Herschel. Se află la o distanță de 57,81 de megaparseci de Pământ.